# 印度铅螺
印度鉛螺（學名：Turbinella pyrum）是印度洋中非常大的海蝸牛，屬於拳螺科。

## 分佈
印度鉛螺分佈在印度洋。

## 特徵
印度鉛螺的殼很大，有3-4個很明顯的軸褶。軸褶很多時是純白色的，殼的角質層呈深褐色或杏色。其上有時有深褐色的斑點。

## 用途

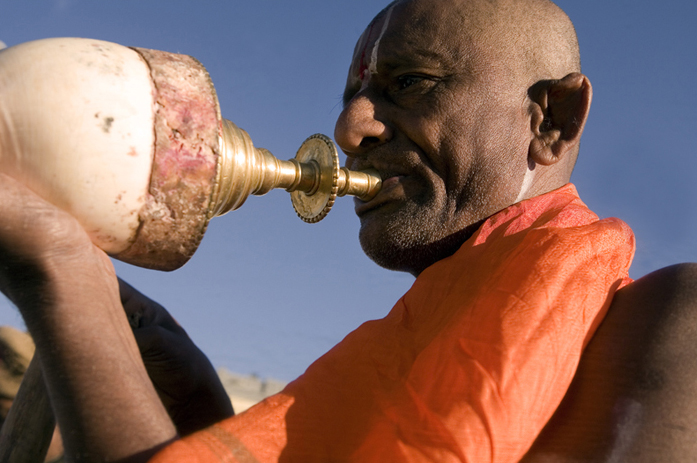
作為小號的印度鉛螺。

印度鉛螺在印度教及佛教中有其重要性。它們被認為很稀有，且是八吉祥之一。它們的螺殼端很多時被削去，在禮儀上作為小號，其上亦會以金屬及精石來裝飾。
印度鉛螺的螺殼差不多全是左旋的，很少會有右旋的。在印度教中視右旋的印度鉛螺十分貴重。

## 外部連結
- .   [2011-03-07]. （原始内容存档于2010-08-28） （日语）.